# Eadestown
Eadestown (en irlandais, Baile Éide, prononcé en anglais : [ˈeɪ d s t aʊ n ,_ ˈ iː d -]) est un townland et une paroisse à l'ouest du comté de Kildare, en Irlande.
Le village est situé sur la route régionale R410, au sud-ouest de Naas, en allant vers Blessington, dans le comté de Wicklow.

## La paroisse

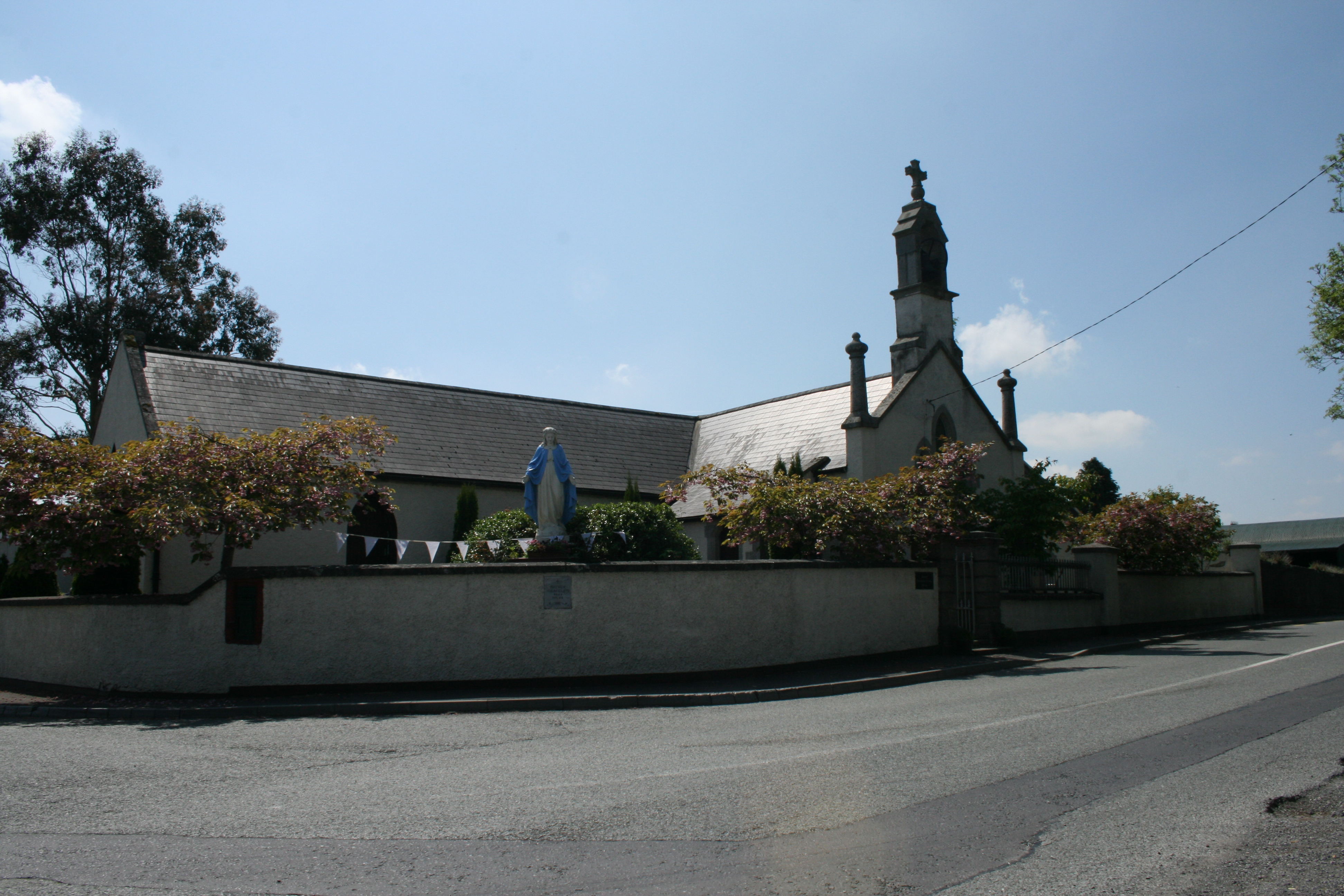
L'église de l'Immaculée Conception, à Eadestown.

La paroisse ecclésiastique d'Eadestown est composée des paroisses civiles de Rathmore, Kilteel, Tipper et Haynestown. Ses églises : l'église de l'Immaculée Conception, à Eadestown et St. Laurence O'Toole, à Kilteel.[réf. nécessaire]
De 1995 à 2004, la paroisse était dirigée par un prêtre " amateur de courses hippiques", le père Sean Breen. Le père Breen a gagné 170 000 € grâce à l'un de ses chevaux en 2002-2003, peut-être grâce à une intercession divine... ?.
L'église paroissiale a été modifiée et rénovée par le célèbre architecte d'église John Joseph Robinson, de Robinson and Keefe Architects pour Rev.W. Lockhart P.P. en 1923. Il a ensuite conçu la cathédrale Notre-Dame et Saint-Nicolas à Galway.[réf. nécessaire]

## La fontaine Tickell
Une fontaine en fonte, datée de 1899, a été érigée à la mémoire du capitaine Thomas Tickell (1817-1898) de Cheltenham à Gloucester par son locataire du comté de Kildare. Elle a été coulée par Tonge et Taggart (entreprise fondée en 1869) de Dublin selon les dessins de John Joseph O'Callaghan (vers 1838-1905) de Nassau Street, Dublin. La fontaine a été conçue pour boire à trois niveaux avec les becs à tête de lion pour les humains, l'abreuvoir circulaire pour les chevaux et les plats en quart de cercle au niveau du sol pour les chiens,.
La fontaine n'est plus en service.

## Sports
Le club d'Eadestown GAA a son siège à Eadestown. L'équipe seniors de football joue en championnat régional (Kildare Senior Football Championship) en 1970. Les jeunes se rencontrent dans le même championnat.
L'hippodrome de Punchestown (en), également situé à Eadestown, accueille de nombreuses réunions annuelles dont le festival national de la chasse, généralement fin avril.

## Personnalités locales
- Tadhg Beirne, rugbyman Pro14 pour Munster. A joué auparavant pour Leinster et Scarlets. Prix du joueur de l'année 2018, Guinness PRO14 Players 2018 ;
- Jimmy O'Brien, rugbyman de l' Ireland national rugby team, né à Eadestown.